# Manettia reclinata
Manettia reclinata är en måreväxtart som beskrevs av Carl von Linné. Manettia reclinata ingår i släktet Manettia och familjen måreväxter. Inga underarter finns listade i Catalogue of Life.